# غرندن يوندروود (باكينجهامشير)
غرندن يوندروود (بالإنجليزية: Grendon Underwood)‏ هي أبرشية مدنية تقع في المملكة المتحدة في إنجلترا. يقدر عدد سكانها بـ 1,625 نسمة .